# Cindy (film)
Cindy (původní název Cenerentola '80) je francouzsko-italský romantický hudební film z roku 1984. Patří do tzv. trojice hudebních trháků 80. let společně s filmy Flashdance a Hříšný tanec.
Film natočil režisér Roberto Malenotti a byl to jeho celovečerní debut. Do hlavních rolí obsadil italsko-americkou herečku a zpěvačku Bonnie Bianco a francouzského herce alžírského původu Pierra Cossa. V dalších rolích účinkovali veteráni italské kinematografie, např. Adolf Celi, Sandra Milo nebo Sylva Koscina.
Film vznikl v produkci italské televize RAI, přesněji Rai 2 ve spolupráci s francouzskou France 2. Hudbu k filmu složili bratři Guido a Maurizio De Angelis a ústřední píseň Stay se stala světovým hitem.
Snímek zaznamenal obrovský úspěch nejen v Itálii ale, i po celém světě. Ve Francii a Německu se stal doslova kultem mezi mládeži a píseň Stay se udržela na prvních příčkách i několik měsíců po uvedení v kinech. Film se s úspěchem promítal i v řadě jiných zemích včetně USA. Do československých kin tento film nebyl uveden, svoji televizní premiéru zaznamenal až v roce 1991 v Československé televizi. I když s menším úspěchem, přesto si tento film našel příznivce mezi českými diváky a píseň Stay se stala hitem i v českých rozhlasových stanicích.
Příběh filmu se velmi podobá příběhu O Popelce. I zde hrají hlavní roli zlá macecha, dvě protivné nevlastní sestry a krásný princ. Celý příběh se odehrává v Římě a pouze několik málo scén se natáčelo v New Yorku.
V České republice byl film v roce 2009 vydán na DVD.